# Lorenzo Ebecilio
Lorenzo Ebecilio, né le 24 septembre 1991 à Hoorn, est un footballeur néerlandais. Il évolue au poste d'attaquant.

## Biographie
Formé à l'Ajax Amsterdam, il signe en janvier 2013 en faveur du club ukrainien du Metalurg Donetsk un contrat de trois ans.

## Palmarès
- Ajax Amsterdam
  - Champion des Pays-Bas en 2011 et 2012.
- APOEL Nicosie
  - Champion de Chypre en 2017